# Spilosoma minschani
Spilosoma minschani là một loài bướm đêm thuộc phân họ Arctiinae, họ Erebidae.